# HLB펩
HLB펩(HLB Pep)은 펩타이드 HLB그룹 계열의 바이오 소재 전문개발 기업이다. 펩타이드 바이오 소재 연구개발 및 펩타이드 의약품 API(원료의약품) 사업을 전문으로 한다.

## 역사
- 2000년 5월 광주과학기술원 내 실험실 벤처로 창업
- 2016년 기술특례로 코스닥 시장에 상장
- HLB그룹의 7개 계열사 150억원 규모인 애니젠의 3자 배정 유상증자에 참여하고 50억원의 전환사채(CB)를 인수하는 방식으로 회사를 인수[4]

## 사업
의약품용, 연구용 및 화장품용 펩타이드 소재를 생산, 아미노산 펩타이드 바이오 신약을 개발한다.
전립선암 치료제, 당뇨병 치료제, 신경병증성 통증제, 야뇨증 치료제 및 신약 임상용 펩타이드 바이오소재 등의 원료의약품(API)을 제조해 국내외 주요 제약사에 공급한다.

## 분쟁
애니젠 소수주주 측이 지난 10월 임시주주총회 소집허가를 신청하며 최대주주이자 대표인 김재일 씨를 비롯한 주요 임원을 해임하고 소수주주가 주장하는 이사와 감사를 선임하기 위한 안건을 주장했다